# Mathias Lévy
 (mai 2025).
Il peut être nécessaire de l'améliorer pour respecter le principe de neutralité de point de vue. Veuillez consulter la page de discussion pour plus de détails.

Mathias Lévy, né le 16 mai 1982 au Blanc-Mesnil (Seine-Saint-Denis), est un violoniste et compositeur français contemporain, reconnu pour son approche mêlant jazz manouche, musique classique et improvisation.

## Biographie

### Jeunesse et formation musicale
Il grandit dans un environnement artistique. Sa mère, comédienne et pianiste amateur, et son père, chercheur, encouragent précocement son apprentissage musical.
À l'âge de quatre ans, il commence le violon et le piano selon la méthode Suzuki, puis intègre le Conservatoire du Raincy à six ans. Un événement marquant survient durant son adolescence: une blessure au bras lors d'un entraînement de judo l'éloigne temporairement du violon, l'amenant à explorer d'autres styles musicaux comme le rock et le hip-hop.

### Parcours musical
À l'âge de 20 ans, Il découvre le jazz manouche et rejoint le Caravan Quartet. Cette période est cruciale dans son développement artistique, le conduisant à participer à des projets internationaux comme l'enregistrement de Carhabana à Cuba en 2006.
Un tournant significatif intervient lors de sa formation au Centre des Musiques Didier Lockwood (CMDL), où il perfectionne sa technique de jazz sous la tutelle de Didier Lockwood.
Il a collaboré avec des musiciens reconnus tels que Biréli Lagrène, Stochelo Rosenberg, et Louise Jallu.

## Carrière musicale

### Discographie
- 2013, Playtime
- 2017, Revisiting Grappelli: Un hommage à Stéphane Grappelli[6], enregistré sur le violon historique du musicien conservé au Musée de la Musique[7]
- 2018, Bartók Impressions[8]
- 2019, Unis Vers: Album de compositions originales en collaboration avec Jean-Philippe Viret et Sébastien Giniaux[9],[10]
- 2022, Les Démons familiers: Un projet introspectif mêlant différents styles musicaux[11],[12],[13]

### Performances
- Philharmonie de Paris[14]
- Festival de jazz de Calais (Grand Prix Stéphane-Grappelli en 2011)
- Festival D'Jazz Nevers[15]

### Style musical et influences
Son style se caractérise par une fusion entre jazz, musique classique et improvisation libre. Il est influencé par les musiques de Stéphane Grappelli, Béla Bartók et John Coltrane.

### Distinctions
- Grand Prix Stéphane-Grappelli (2011)[17]